# Федотов, Станислав Александрович
 Станислав Александрович Федотов (27 марта 1973) — советский и российский футболист, нападающий.

## Карьера
Начал играть в футбол в куйбышевской ДЮСШ-9 у тренера Сергея Успенского. В 1989 дебютировал во второй лиге в составе ШВСМ-СКА. В середине сезона группа игроков ШВСМ-СКА (Акбаров, Булавинцев, Грибов, Михайлов, Недоростков, Таловеров, Хорошавин) перешла в куйбышевские «Крылья Советов». В дальнейшем играл во второй и третьей лигах за «Зарю» Подгорный (1990—1991), ишеевский «Текстильщик» (1992), самарский СКД (1993—1994), саранскую «Светотехнику» (1995—1996), оренбургский «Газовик» (1997—1998). Сезон-1999 провёл в Высшей лиге чемпионата Казахстана в составе ФК «Акмола» Степногорск.